# Klaverblad-ei
Het klaverblad-ei (Russisch: Клевер) is een van de circa 50 Fabergé-eieren die door de Russische juwelier Peter Carl Fabergé zijn gemaakt.
Het ei werd in 1902 door Tsaar Nicolaas II aan zijn vrouw, prinses Alexandra Fjodorovna, aangeboden.
Het ei heeft Rusland nooit verlaten en wordt sinds 1933 tentoongesteld in het Arsenaalmuseum van het Kremlin van Moskou.

## Beschrijving
Het klaverblad-ei is gemaakt van een open patroon van klaverblaadjes en -steeltjes in eivorm. De blaadjes bestaan uit helder groen email en rozetgeslepen diamanten. Een heel dun gouden lint, bezet met robijnen, slingert door het gebladerte. In de tijd dat het ei werd gemaakt stond het produceren van transparant email nog in de kinderschoenen, er ontstonden vaak problemen bij het afkoelen. Er zijn geen fouten in het glazuur van het Klaverblad-ei, maar het wordt beschouwd als te kwetsbaar om te reizen.

## Surprise
De inwendige verrassing van dit Fabergé-ei is verloren gegaan. Uit de archieven blijkt dat het een klavertjevier was, bezet met drieëntwintig diamanten en vier miniatuurportretten van de dochters van de tsaar: Olga, Tatjana, Maria en Anastasia.